# Bagagecarrousel

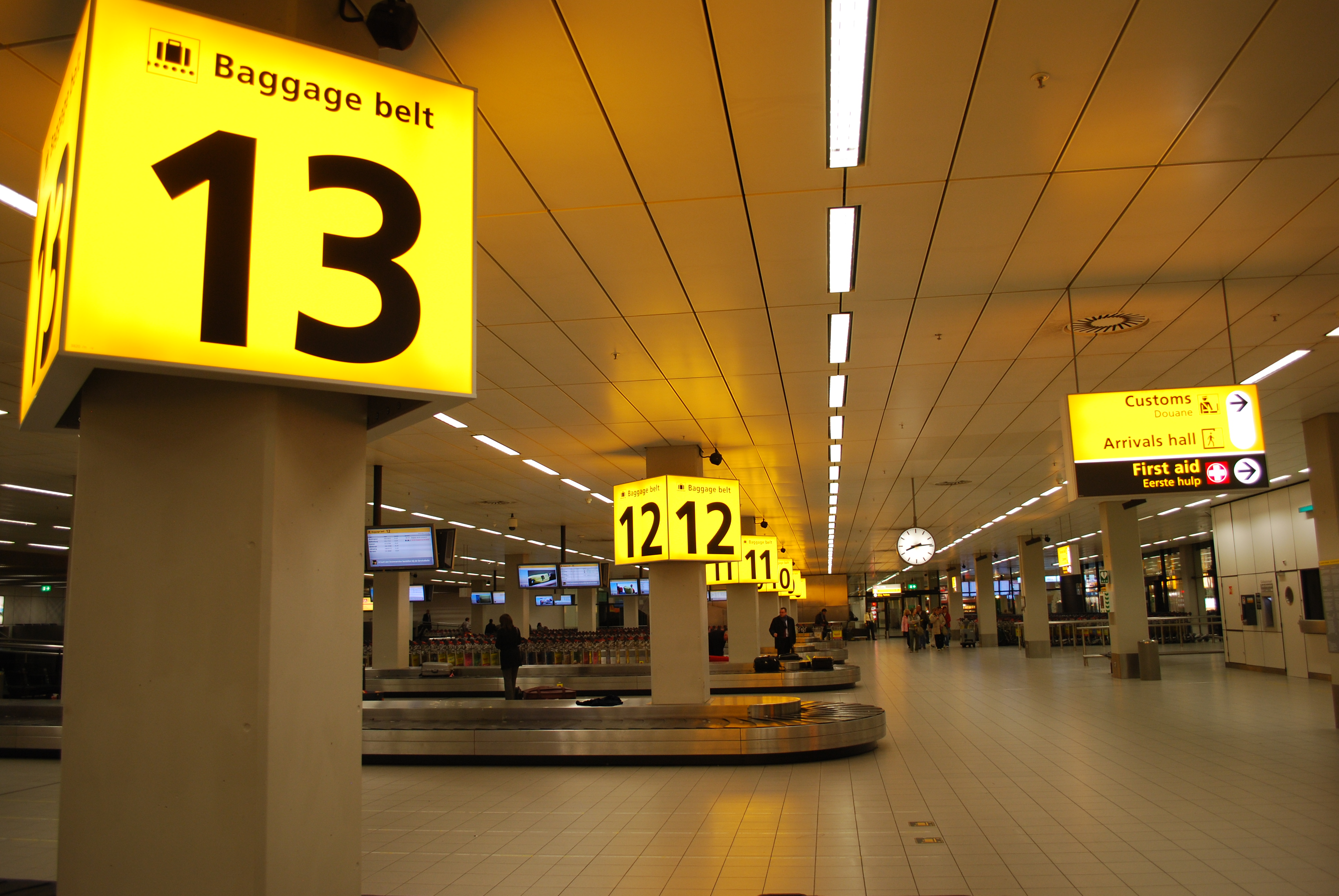
Bagagecarrousels in aankomsthal 2 op Schiphol

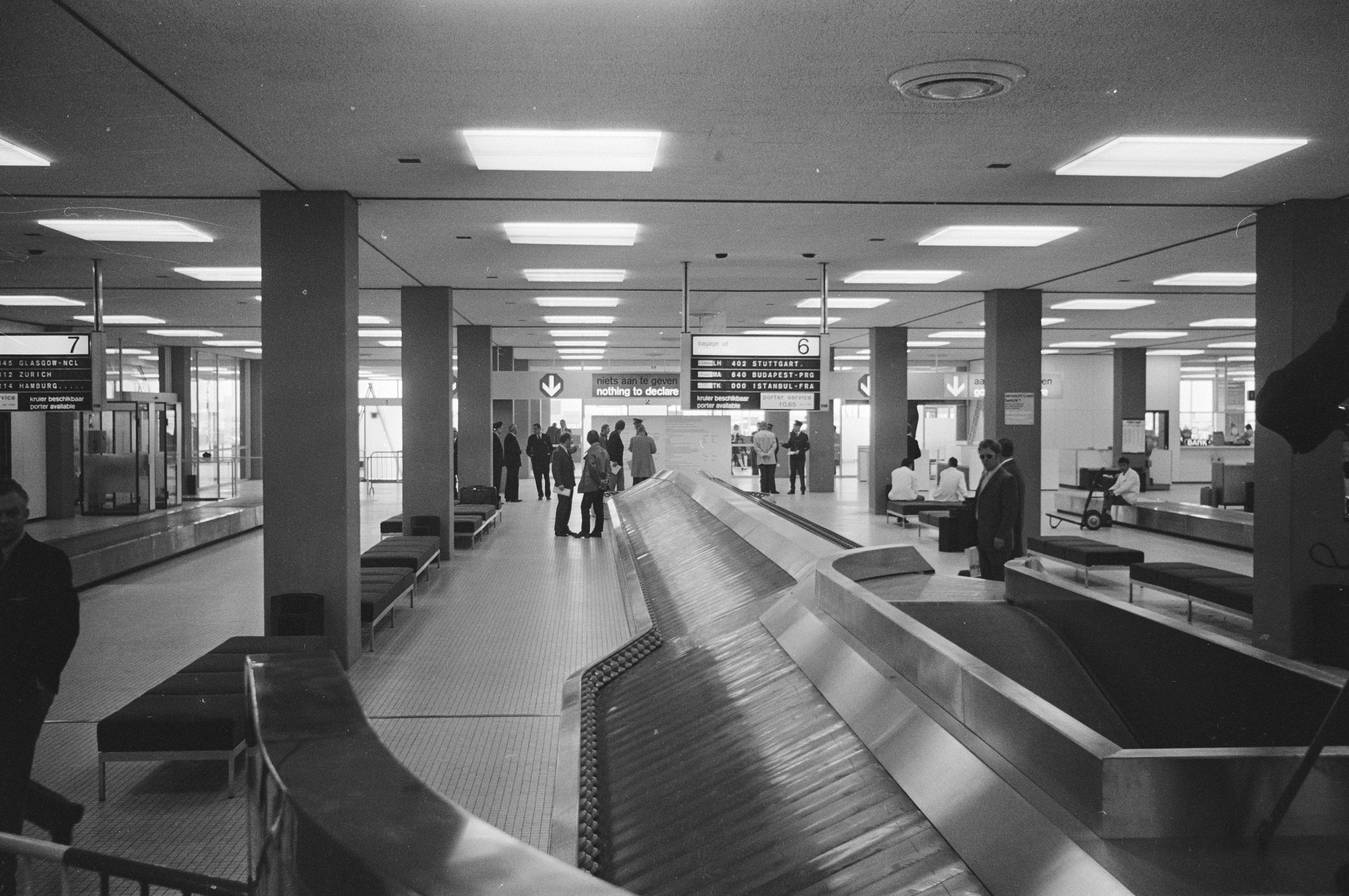
De carrousels in aankomsthal 1

Een bagagecarrousel (of bagageband) is een toestel op een luchthaven bestemd voor het afleveren van ruimbagage aan passagiers. De koffers worden op een meestal schubvormige lopende band aangevoerd.

## Types
Er zijn verschillende types bagagecarrousels. Enkele voorbeelden:
- Een cirkelvormige carrousel; vanuit het plafond of uit een tunnel worden de bagagestukken op de band gebracht.
- Een lange band met bochten die bij een muur begint en eindigt. Dit wordt voornamelijk gebruikt op plaatsen waar te weinig plaats is om een cirkelvormige carrousel te plaatsen.

## Plaatsing op de luchthaven
De bagagecarrousel wordt gebruikt door de aankomende passagiers. De carrousel bevindt zich meestal ná een eventuele paspoortcontrole, maar vóór de douane. De bagage wordt vanuit het vliegtuig met wagentjes naar het bagageafhandelingssysteem gebracht, en daar met een meer of mindere mate van geweld op de band van de carrousel gezet.

## Trivia
Het Nederlandse bedrijf Vanderlande in Veghel is een van 's werelds grootste producenten van deze apparaten.